# منشأة مسجد الخضر
منشأة مسجد الخضر إحدى قرى مركز الباجور التابع لمحافظة المنوفية في جمهورية مصر العربية.

## السكان
بلغ عدد سكان منشأة مسجد الخضر 1,909 نسمة، حسب الإحصاء الرسمي لعام 2006.